# Bell 400 TwinRanger
Bell 400 TwinRanger là một mẫu máy bay trực thăng thử nghiệm bốn cánh quạt, động cơ đôi phát triển bởi Bell Helicopter trong thập niên 1980. Cả TwinRanger và phiên bản dự tính Bell 440, là động thái đưa ra thị trường các mẫu nâng cấp lên động cơ đôi của Model 206L LongRanger. Mẫu Bell 400A được dự tính là phiên bản một động cơ của 400. Tuy nhiên cuối cùng mẫu TwinRanger đã bị hủy bỏ do Bell không thể kiếm đủ hợp đồng sản xuất cho máy bay này. Cái tên TwinRanger sau đó được dùng cho phiên bản động cơ đôi của LongRanger sản xuất trong khoảng thời gian từ 1994 đến 1997.

## Phát triển
Bell dẫ cố gắng đưa vài phiên bản động cơ đôi của dòng Bell 206 thành công trước đó. Cái tên TwinRanger có từ giữa thập niên 1980 khi Bell lần đầu tiên xem xét phát triển một phiên bản động cơ đôi của mẫu LongRanger.
Mẫu Bell 400 TwinRanger đặc trưng bởi thân được thiết kế lại, hai động cơ Allison 250 turboshaft, rotor chính bốn cánh từ mẫu OH-58D Kiowa, và một rotor đuôi mới. Bell cũng lên kế hoạch cho mẫu một động cơ 400A, và hai động cơ 440 với khung thân lớn hơn có thể làm bằng composite. Mẫu Bell 400 có chuyến bay đầu tiên vào ngày 4 tháng 4 năm 1984. Bell đình chỉ việc phát triển dòng 400/440 vào cuối thập niên 1980 khi công ty cảm thấy rằng không thể tạo được lợi nhuận với chỉ số lượng đặt hàng 120 chiếc một năm.

### Kế thừa
Sau thành công của việc chuyển đổi sang động cơ đôi của hãng Tridair's Gemini ST từ mẫu 206L vào đầu thập niên 1990, Bell đã sản xuất mẫu tương tự Bell 206LT TwinRanger dựa trên 206L-4. Chỉ có 13 chiếc 206LTs được chế tạo trong khoảng thời gian 1994 và 1997. Mẫu 206LT được thay thế bởi dòng Bell 427, vốn phát triển từ Bell 407, và mẫu này lại là phiên bản bốn cánh quạt của 206L.

## Biến thể
Bell 400
Bell 400AProjected model to be powered by one PW209T turboshaft of 937 shp.
Bell 440

## Specifications (Bell 400)
Dữ liệu lấy từ The Illustrated Encyclopedia of Helicopters
Đặc điểm tổng quát
- Kíp lái: one pilot
- Sức chứa: five passengers
- Chiều dài: ft  in (m)
- Đường kính rô-to: 35 ft 0 in (10.60 m)
- Chiều cao: ft  in (m)
- Diện tích đĩa quay: 2 ft² (m²)
- Trọng lượng rỗng: 3,075 lb (1,400kg)
- Trọng lượng có tải: lb (kg)
- Trọng tải có ích: lb (kg)
- Trọng lượng cất cánh tối đa: 5,500lb (2,495 kg)
- Động cơ: 2 × Allison 250-C20P turboshaft, 420 hp (kW)  mỗi chiếc

 Hiệu suất bay 
- Tốc độ không vượt quá: knots (mph,  km/h)
- Vận tốc cực đại: knots (172 mph, 278 km/h)
- Vận tốc hành trình: knots (mph, 259 km/h)
- Vận tốc tắt ngưỡng: knots (mph,  km/h)
- Tầm bay: 394 nm (mi, 730 km)
- Trần bay: 10,000 ft (3,048 m)
- Vận tốc lên cao: 2,000 ft/min (m/s)
- Tải trên đĩa quay: lb/ft² (kg/m²)
- Công suất/trọng lượng: hp/lb (W/kg)